# Schweizerische Nationalbibliothek
Schweizerische Nationalbibliothek (NB) (Frans: Bibliothèque nationale suisse (BN), Italiaans: Biblioteca nazionale svizzera (BN), Reto-Romaans: Biblioteca naziunala svizra (BN)) is de nationale bibliotheek van Zwitserland in de hoofdstad Bern.
Deze bibliotheek maakt onderdeel uit van de Bundesamt für Kultur. In 2007 kreeg de Schweizerische Landesbibliothek (SLB) een naamsverandering in Schweizerische Nationalbibliothek.